# 梅新
梅新（1937年12月23日–1997年10月10日）本名章益新，出生於浙江縉雲，卒於臺北，為中華民國現代詩人。

## 生平
梅新，本名章益新，浙江省縉雲縣人，1937年12月23日生，1997年10月10日逝世，享年59歲。中國文化大學新聞學系畢業，先後任職於幼獅文藝雜誌社、中華文化復興運動推行委員會、聯合報編輯、民生報、國文天地雜誌社社長、台灣時報副刊主編、正中書局編審組組長、中央日報副總編輯兼「中央副刊」主編。在主編「中央副刊」十年間，曾四度榮獲金鼎獎副刊編輯獎（民国77、78、79、81年），以企劃編輯與設計專題、專欄方式，清楚展現他的副刊編輯理念，以及對文學和媒體的宏觀思考。
梅新自中華民國國軍服役期間開始現代詩創作，1956年加入由紀弦創立的現代派詩社，同商禽、鄭愁予、林泠等人一起為現代詩而努力。他追求詩的明朗化和語體化，詩意象鮮明，善於處理周遭生活題材，勇於嘗試難以入詩的事物，堅持樸實無華的詩心。梅新也是推動台灣文學界的先鋒，催生籌劃如《中外文學》、《國文天地》、《聯合文學》等雜誌，規劃參與《中國現代文學大系》、《中國現代文學年選》、《詩學》等出版編輯工作，1982年促成了《現代詩》復刊，現代詩界一年一度的出版大事《年度詩選》也在其努力奔走之下持續接編不墜。1996年由「中央副刊」舉辦的「百年來中國文學學術研討會」為彼時盛事，會前他專程前往中國大陸拍攝的照片與錄影，亦為文壇耆宿留下珍貴史料。他卒後，夫人張素貞彙編有《他站成一株永恆的梅──梅新紀念文集》（1997年）、《投影為風景的再生樹──梅新紀念文集續編》（2017年）。

## 作品
詩集
- 《再生的樹》，驚聲文物供應公司，1970.09.10（民国59年）
- 《椅子》，成文出版公司，1979.06（民国68年）
- 《家鄉的女人》，聯合文學出版社，1992.12.15（民国81年）
- 《梅新詩選》，北京：作家出版社，1993.11.
- 《履歷表》，聯合文學出版社，1997.12（民国86年）
- 《梅新詩選》，爾雅出版社，1998.10.10（民国87年）

散文
- 《正人君子的閒話》，大漢出版公司，1978.03.05（民国67年）
- 《從北京到巴黎》，文經社，1993.04（民国82年）
- 《沙發椅的聯想》，三民書局，1997.05（民国86年）

評論
- 《憂國淑世與寫實創新》，時報文化出版公司，1982.01.01（民国71年）
- 《魚川讀詩》，三民書局，1998.01（民国87年）

合集
- 《梅新自選集》，黎明文化出版公司，1985.06（民国74年）

## 外部連結
- 典藏詩人, 梅新簡介
- 投影為風景的再生樹--懷念梅新 （页面存档备份，存于）
- 梅新詩: 椅子

1. ↑  典藏詩人梅新簡介http://faculty.ndhu.edu.tw/~e-poem/poemroad/mei-shin/category/introduction
2. 1 2  封德屏詩評http://faculty.ndhu.edu.tw/~e-poem/poemroad/feng-deping/category/comment/
3. ↑  台灣文學照片資料庫 https://www.twdb.com.tw/site/ImageInfo/218/1
4. ↑  投影為風景的再生樹--懷念梅新http://unitas.udngroup.com.tw/web_old/b/200006/storyb1-5.htm （页面存档备份，存于）